# 索科斯區
13°12′39″S 74°17′15″W / 13.2108°S 74.2875°W
索科斯區（西班牙語：Distrito de Socos），是秘魯的一個區，位於該國中南部阿亞庫喬大區的瓦曼加省，始建於1968年6月14日，面積81.8平方公里，海拔高度3,400米，2005年人口7,454，人口密度每平方公里91人。